# 石川あずみ
石川 あずみ（いしかわ あずみ、本名：石川亜澄、1975年12月25日 - ）は、日本のタレント。血液型A型・身長163cm・B83・W58・H81。
主な活動内容はタレント、かつての所属事務所はオフィスエム。
福岡県福岡市博多区出身福岡県立新宮高等学校、中央大学卒業。
1976年生まれであるが、、オフィスエム移籍後は1978年生まれとしていた。事務所の方針である。
2008年4月から12月の期間　福岡の実家で病気療養していたが、2009年1月より復帰した。

## 人物
- 愛称：あずみん、ママ
- 趣味：ゴルフ・スポーツ全般・読書
- 特技：スペイン語・英語・焼酎の利き酒・料理の食材当て・兎の顔真似・バスッケットボール（小・中・高校｛キャプテン｝で活動していた）

## 出演

### ワンダフル（ワンダフルガールズ・3期生）時代
- 会計士を目指している。
- 「Culbワンダフル」のママ。（現在は閉店）
※そのせいかあだ名はママ。
- お酒大好きワンギャル（他に木舩香織など・・・）
- 2代ワンギャルクィーン
- ワンギャル卒業後はタレントとして活躍中

### テレビ
- NTV えぇ処
- ytv グッピー!!
- NTV 踊る!さんま御殿!!
- TBS ワンダフル（ワンダフルガールズ3期生）（1999年10月4日〜2000年9月28日）
- TBS 夏目家の食卓
- MBS 世界バリバリ★バリュー
- ANB 水スペ「マジック編Part1.2・グルメ編・血液型編」
- ANB ドスペ!「マジック・催眠術編」
- ANB 新春特別番組「日本列島3000キロ 絶景と名湯を求めて…ローカル線の旅」
- ANB 旅の香り
- ABC ハジメちゃん〜あなたの大人年齢は?〜
- FBS ロバートハウス
- ヨシモト∞ （ヨシモトファンダンゴTV 2006年3月 - 2007年1月）※アシスタント

### 映画
- 佐賀のがばいばあちゃん（看護婦役）

### 執筆
- 東京スポーツ新聞「日替健康増強バラエティ」
- 東京スポーツ新聞「男の手抜き料理」（毎週水曜日）
- サイゾー「憧れのあのスターに聞いてみたい」
- サイゾー「酒と芸能界のあのこと」